# Sphaerobelum truncatum
Sphaerobelum truncatum — вид двопарноногих багатоніжок родини Zephroniidae. Ендемік Таїланду. Поширений у провінції Нан.